# メルヘン村
森の遊園地 メルヘン村（もりのゆうえんち めるへんむら）は、佐賀県武雄市にある、幼児向けの遊園地と動物園が併設された公園である。

## 概要
1992年（平成4年）にオープン。各種すべり台など遊具、てんとう虫コースターなど沢山のアトラクションのほか、大型テントドームやボールプール、チビッコハウスなどがあり、雨の日でも天気を気にせず遊ぶことができる。動物たちにエサをあげたり、触れ合うことができる動物ランドや、思いっきり走り回ることができる芝生グラウンド（ドッグラン）も完備。
2019年6月から運営会社が、肥前夢街道などを運営する「株式会社マール」の子会社となり、「株式会社新肥前観光」から「株式会社グラッパ」に商号を変更。
1999年6月に建立された、メルヘン村のシンボルである巨大リス（すべり台）の名前をSNSで公募し、約200通の応募の中から「ドン・グリス」が選ばれた。また、2019年8月には、「日本一大きいリスのオブジェ」として日本一ネットに認定された。
低年齢層向けのほのぼのした遊園地であるにもかかわらず、公式Twitterが「全くメルヘンを感じさせない」「狂気に満ちている」と話題。

## 主要施設
- てんとう虫コースター
- 観覧車
- チェーンタワー
- ドラゴン
- メルヘン列車
- スカイダンボ
- メリーゴーランド
- 機関車トーマス
- 動物広場

## 主要キャラクター
- ドン・グリス
- マメルくん
- ユメルちゃん

## アクセス
- 鉄道（JR九州駅からのアクセス）
  - 佐世保線・西九州新幹線武雄温泉駅よりJR九州バスで約30分。
  - 佐世保線佐世保駅から西肥バスで約1時間。
  - 長崎本線肥前鹿島駅から祐徳バスで約30分。
  - 大村線彼杵駅からJR九州バスで約25分。
- 高速バス
九州急行バスが運行する「九州号」を利用。温泉街（国道34号）を経由する便と長崎自動車道嬉野インターチェンジのみに停車する便とがある。
  - 福岡市（博多バスターミナル・西鉄天神高速バスターミナル）から約2時間
  - 長崎市（長崎駅前）から約1時間

ユタカ交通が運行する「ユタカライナー」を利用。確定便に乗車し、九州号と同じく嬉野ICで乗降できる。
  - 博多駅 （HEARTSバスステーション博多）から約1時間。
- 佐賀空港乗合タクシー
佐賀空港の開港にあわせ、地元タクシー会社が運行を開始。佐賀空港からの所要時間はおよそ1時間。

## 関連施設・人物
- 肥前夢街道（親会社である株式会社マールの施設）
- 入船荘（株式会社マールが経営母体の温泉旅館）